# Pokémon Écarlate et Violet
Pokémon Écarlate et Pokémon Violet (ポケットモンスター スカーレット・バイオレット, Poketto Monsutā Sukāretto & Baioretto) sont deux jeux vidéo de rôle de la franchise Pokémon développés par Game Freak sous la direction de Junichi Masuda. Ils ont été annoncés officiellement le 27 février 2022 lors d'un Pokémon Presents. Les jeux sont sortis mondialement le 18 novembre 2022 sur la Nintendo Switch.
Ces jeux qui marquent le début de la neuvième génération introduisent, à leur lancement, 102 nouveaux Pokémon, ainsi que certaines nouvelles formes régionales propres à la région du jeu.
Un pass d'extension intitulé Le trésor enfoui de la Zone Zéro est rendu disponible pour les jeux à la fin de l'année 2023, proposant deux nouvelles zones et une dizaine de nouveaux Pokémon. La première partie du pass d’extension nommée Le Masque Turquoise est parue le 13 septembre 2023 et introduit 7 nouveaux Pokémon, tandis que la seconde partie, Le Disque Indigo, est disponible depuis le 14 décembre 2023 et intègre 7 nouveaux Pokémon. Une troisième partie, sous forme d'épilogue permettant d’obtenir un nouveau Pokémon, est paru le 11 janvier 2024.

## Univers
L'histoire se déroule dans la région de Paldea, inspirée de l'Espagne et du Portugal. La région est composée de quatre grandes zones, Sud, Ouest, Est et Nord, avec en son centre la Zone Zéro. Cette dernière recèle de mystères et est interdite d'accès car jugée hostile.

### Trame
Le joueur incarne un(e) élève de l'Académie Orange ou Raisin, selon sa version, qui suit le programme de « Chasse au Trésor » qui consiste pour les élèves à parcourir la région pour accomplir un objectif personnel.
Le jeu propose ainsi trois intrigues différentes mais complémentaires que le joueur peut réaliser dans l'ordre qu'il souhaite :
- La Voie du Maître, dont le but est de réaliser le tour des huit arènes pour y défier leurs champions et ainsi accéder à la Ligue Pokémon pour tenter de de décrocher le rang Maître.
- Un Parfum de Légende, dans laquelle le joueur doit aider Pepper à récolter les cinq épices secrètes gardées par des Pokémon Dominants.
- Objectif Stardust, où le joueur doit se rendre dans les cinq repaires de la Team Star pour y défier leurs chefs et ainsi démanteler l'organisation.

### Personnages
Le joueur incarne un dresseur ou une dresseuse qui vient de s'installer dans le village de Cuchalaga, au Sud de Paldea. Durant son voyage, il va rencontrer de nombreux personnages :
- Menzi, sa voisine de rang Maître fan de combats Pokémon, également déléguée de classe à l'Académie, qui va le guider et suivre sa progression dans son tour des arènes.
- Pepper, fils de la Professeure Olim ou du Professeur Turum, selon la version, passionné de cuisine.
- Pania, une élève discrète férue d'informatique que le joueur rencontre en affrontant la Team Star.
- Clavel, le proviseur de l'Académie.
- Professeure Olim / Professeur Turum, qui fait des recherches sur la Teracristalisation depuis la Zone Zéro.
- Alisma, Présidente et Maîtresse en chef de la Ligue Pokémon de Paldea.

Paldea accueille, comme dans les autres régions, huit arènes avec à leur tête un(e) champion(ne) spécialisé(e) dans un type Pokémon :
- Éra, la « Nymphe Pâtissière », championne de l'arène de Sevaro et spécialiste du type Insecte.
- Colza, le « Vertuose », champion de l'arène de Cuencia et spécialiste du type Plante.
- Mashynn, la « Streameuse Survoltée », championne de l'arène de Levalendura et spécialiste du type Électrik.
- Kombu, le « Cordon Bleu Marine », champion de l'arène de Jarramanca et spécialiste du type Eau.
- Okuba, l' « Agent Lambda », champion de l'arène de Mezclamora et spécialiste du type Normal.
- Laïm, l' « Esprit Rappeur », championne de l'arène de Frigao et spécialiste du type Spectre.
- Tully, la « Kinésiste Cosmétique », championne de l'arène d'Alforneira et spécialiste du type Psy.
- Grusha, « Freeze-Rider », champion de l'arène du Mont Nappé et spécialiste du type Glace.

le joueur a également l'occasion de rencontrer les membres de la Team Star :
- Brome, boss du groupe Segin spécialisé dans le type Ténèbres.
- Meloco, boss du groupe Schedar spécialisé dans le type Feu.
- Erio, boss du groupe Tsih spécialisé dans le type Poison.
- Ortiga, boss du groupe Ruchbah spécialisé dans le type Fée.
- Nèflie, boss du groupe Caph spécialisé dans le type Combat.

## Développement
Le développement du jeu a débuté fin 2019, peu de temps après la fin du développement de Pokémon Épée et Bouclier.
Le 27 février 2022 (15 h heure française), les deux jeux sont officiellement annoncés lors d'un Pokémon Presents organisé pour l'occasion. Quelques images de l'univers y sont présentées, ce dernier étant un univers en monde ouvert. De plus, les trois nouveaux Pokémon de départ sont annoncés : Poussacha (type Plante), Chochodile (type Feu) et Coiffeton (type Eau).
Le 1er juin 2022 (15 h heure française), une nouvelle bande annonce des jeux est dévoilée. De nombreuses images de gameplay ont été présentées afin de montrer le début du jeu ainsi que le vaste univers proposé aux joueurs. De plus, cinq nouveaux Pokémon ont été montrés : les Pokémon Pohm, Gourmelet et Olivini ainsi que les deux Pokémon légendaires Koraidon et Miraidon. Par ailleurs, quelques personnages clés ont été mis en avant : les deux professeurs dépendant de la version du jeu ainsi qu'une dresseuse Pokémon expérimentée se révélant être l'amie du joueur. La date de sortie est annoncée au 18 novembre 2022.
Le 3 août 2022 (15 h heure française), une nouvelle bande annonce des jeux est dévoilée lors d'un Pokémon Presents.Les images présentées révèlent entre autres le nom de la région : Paldea, différents personnages, trois nouveaux Pokémon : Patachiot, Balbalèze et Axoloto de Paldea, ainsi que la nouvelle mécanique du jeu : la Téracristallisation.
Le 21 août 2022 (18 h heure française), une nouvelle bande annonce est publiée à l'occasion des Championnats du Monde Pokémon 2022. Celle-ci révèle un nouveau Pokémon : Motorizard (type Dragon / Normal).
Le 1er septembre 2022 (15 h heure française), une nouvelle bande annonce des jeux dévoile un nouveau Pokémon : Tag-Tag (type Poison / Normal).
Le 7 septembre 2022 (15 h heure française), une nouvelle bande annonce est diffusée. Il est ensuite dévoilé la possibilité d'effectuer des combats automatiques via la fonctionnalité « En avant ! ».

## Accueil

### Critiques
Le principal reproche fait aux jeux Pokémon Écarlate et Violet est sa lacune technique. En effet, tous les critiques s'accordent à dire que les jeux souffrent de mauvaises performances techniques à plusieurs niveaux telles que des textures et objets en basse résolution, une cadence d'affichage faible, les animations des PNJ parfois saccadées, etc.. Beaucoup de problèmes pouvant nuire à l'expérience du joueur.
Toutefois, les critiques s'accordent aussi à dire que Pokémon Écarlate et Violet offrent du véritable changement dans la lignée de jeux de la série principale Pokémon. En effet, ce sont les premiers jeux de la franchise à proposer d'explorer un monde ouvert, aux biomes différents et variés, que le joueur peut décider de découvrir de la manière qu'il souhaite. Les trois quêtes principales de ces jeux peuvent être effectuées dans n'importe quel ordre et convergent toutes les trois vers un scénario final qualifié d'intéressant selon les rédactions de Jeuxvideo.com et Game Informer,. La liberté d'exploration fait donc la force de ces nouveaux opus.
De plus, la nouvelle mécanique de combat offerte par ces jeux, la Téracristalisation, est appréciée par les critiques. Le journaliste de Gameblog note le potentiel stratégique intéressant de cette mécanique.

### Ventes
En trois jours de commercialisation, le jeu s'écoule à plus de 10 millions d'exemplaires, devenant le meilleur lancement d'un jeu Nintendo. Au Japon uniquement, il s'écoule à 4,05 millions d'exemplaires, version dématérialisée comprise, battant le précédent record de Splatoon 3. Au 31 décembre 2022, les deux jeux sont distribués à 20,61 millions de copies dans le monde. En novembre 2024, le titre s'élève à 25,69 millions d'unités vendues.

Le 18 novembre 2024, Pokémon Écarlate et Violet atteint les 8,3 millions d'unités écoulées au Japon, devenant l'épisode le plus vendu de l'histoire de la franchise, devant Pokémon Rouge et Vert et ses 8,22 millions de ventes,,,.